# ホルテンシウス法
ホルテンシウス法（ホルテンシウスほう、Lex Hortensia de plebiscitis。人民決議に関するホルテンシウス法）は、共和政ローマ中期（紀元前286年頃、紀元前287年頃など諸説あり）、独裁官クィントゥス・ホルテンシウス（紀元前289 - 286年）によって制定された法。この法によって民会の立法機能は、従来のケントゥリア民会から、より簡単に票決できるプレプス民会（平民会）に移ったと考えられている。
プレプス（平民）がヤニクルムの丘へ退去した後、独裁官ホルテンシウスが彼らを呼び戻すために提案し、プレプス民会決議が全市民に強制力を持つことになった。それ以前の紀元前339年、クィントゥス・プブリリウス・ピロの法（Lex Publilia Philonis de plebiscitis、人民決議に関するピロのプブリリウス法）によっても、同様のことが決定されているが、このホルテンシウス法によって、元老院による承認を必要としなくなった。
これによって、パトリキとプレブスの法的平等が実現された。この法の制定について、当時のプレブス上層は実力的にパトリキに劣るものではなく、こうした有力プレプスが不満を持っていた下層プレプスを利用してパトリキ達からさらなる譲歩を勝ち取ったとの見方も存在する。また元老院側の譲歩もノビレスと呼ばれパトリキと一体化してローマの支配層となっていたこうした上層プレプスが、平民会の趨勢を当時すでに左右しえたために行なわれたと考えることもできる。